# ブリュッセル・プレメトロ
ブリュッセル・プレメトロ（フランス語: Prémétro de Bruxelles、オランダ語: Brusselse premetro）は、ベルギーの首都・ブリュッセル市内に存在する路面電車であるブリュッセル市電のうち、地下鉄と同規格で建設が行われた地下区間の名称である。

## 概要

### 導入までの経緯
1950年代以降、急速なモータリーゼーションの進展に伴いブリュッセル市内各地の道路の混雑は深刻さを増し、市内交通の主力であったブリュッセル市電は定時制の確保が困難になっていた。この事態を解消するため、市電を運営するブリュッセル首都圏交通は線路を車道から分離する専用軌道化を推進した他、1958年に開催された万博に合わせて市内中心部のブリュッセル南駅（Gare du Midi） - レモニエ（Lemonnier）間を始めとした一部区間や電停の地下化工事も行われた。そして、1960年代以降も激化する混雑解消に加えて自家用車や路線バスの発展に伴う市電の利用客減少に歯止めをかけるため、1963年に本格的な路面電車区間の地下への移設が決定し、1965年から工事が開始された。最初の路線となったのはブリュッセル市内を東西に結ぶドゥ・ブルケール（De Brouckère） - シューマン（Schuman）間で、1969年12月17日から営業運転を開始した。
このブリュッセル市内における路面電車の地下化は19世紀末、1892年の時点で既に検討が行われており、半世紀以上を経て実現する事となった。

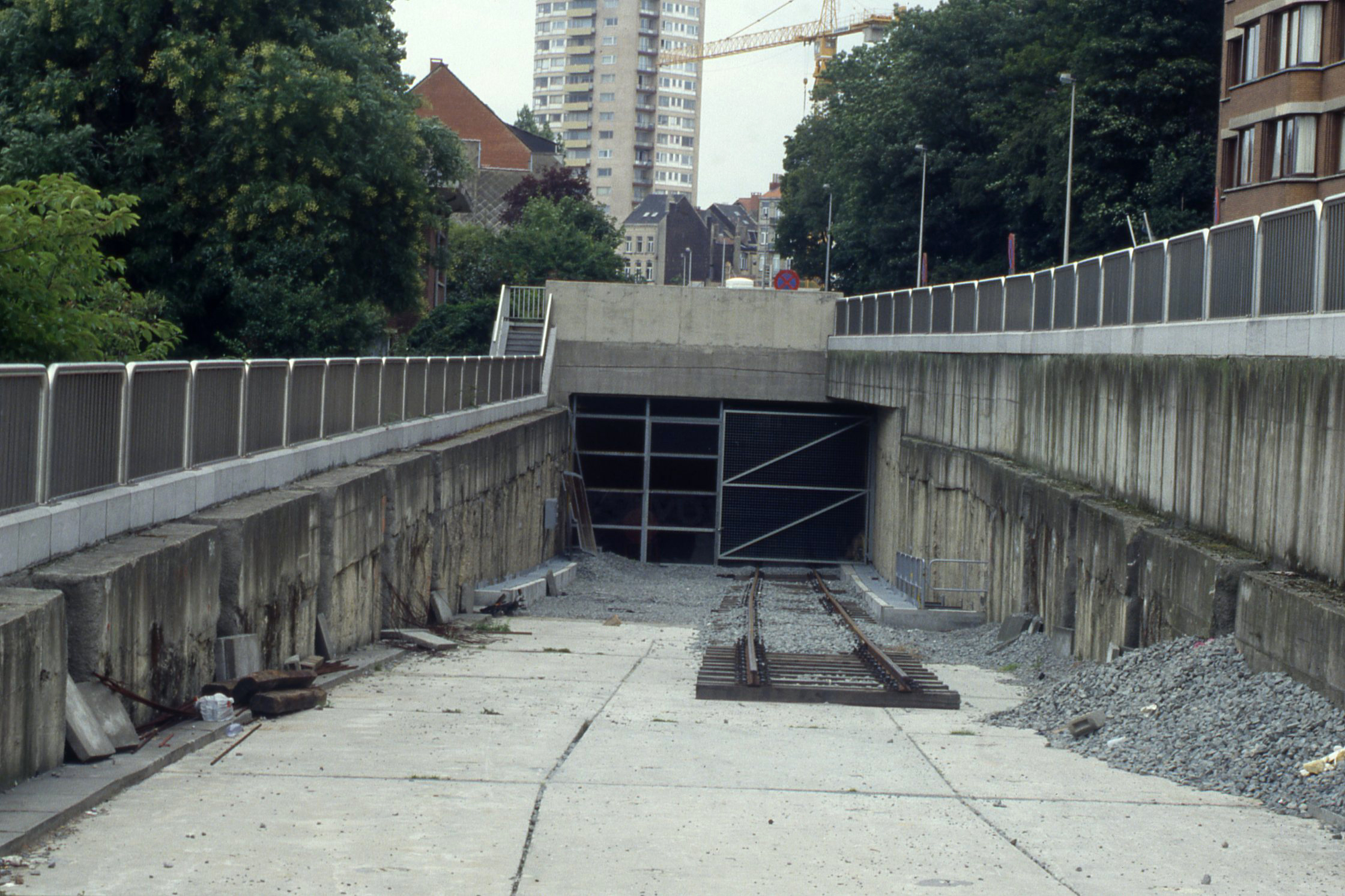
建設中のプレメトロ（1992年撮影）

### プレメトロについて
ブリュッセル市電の地下区間のうち、1960年代以降開通したものは「プレメトロ」と呼ばれており、プラットホームや架線（架空電車線方式）などの施設は従来の路面電車と同じ規格で建設されている一方、トンネルの規格は路面電車よりも高規格の地下鉄用車両が走行可能な設計となっている。これは将来的に高規格の地下鉄へ転換する事を前提に計画が行われたためであり、名称も「地下鉄（メトロ）以前（プレ）」と言う意味を持つ。そのため、最初のプレメトロであった東西区間が1976年に、市内中心部を囲む形で建設されたシモニス（Simonis） - ブリュッセル南駅間が1988年に、それぞれ第三軌条・高規格のブリュッセル地下鉄へと転換されている他、2020年現在プレメトロとして営業運転が行われている南北線についても後述の通り2024年に地下鉄へ転換される事が決定している。

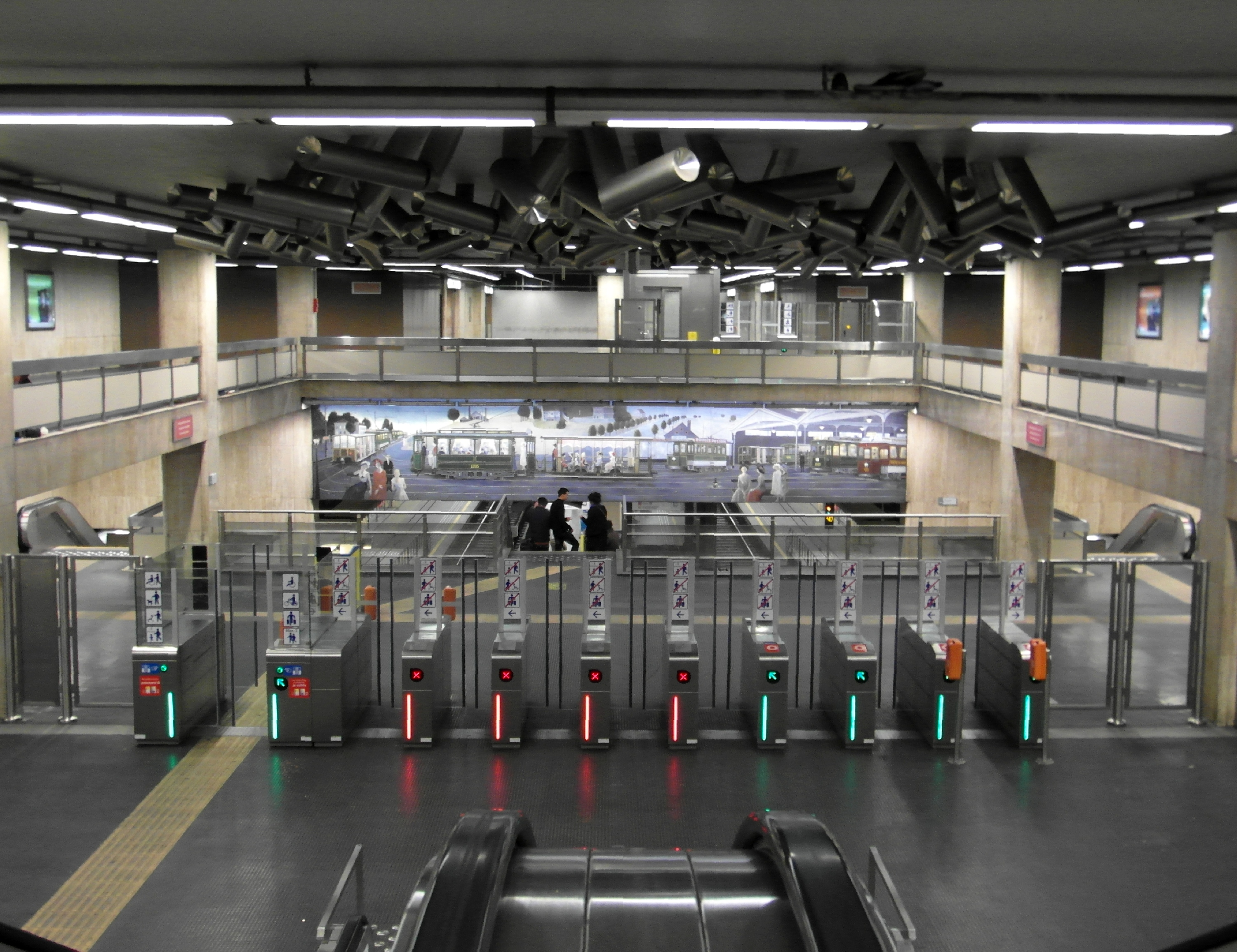
プレメトロの改札口（Beurs / Bourse駅、2014年撮影）
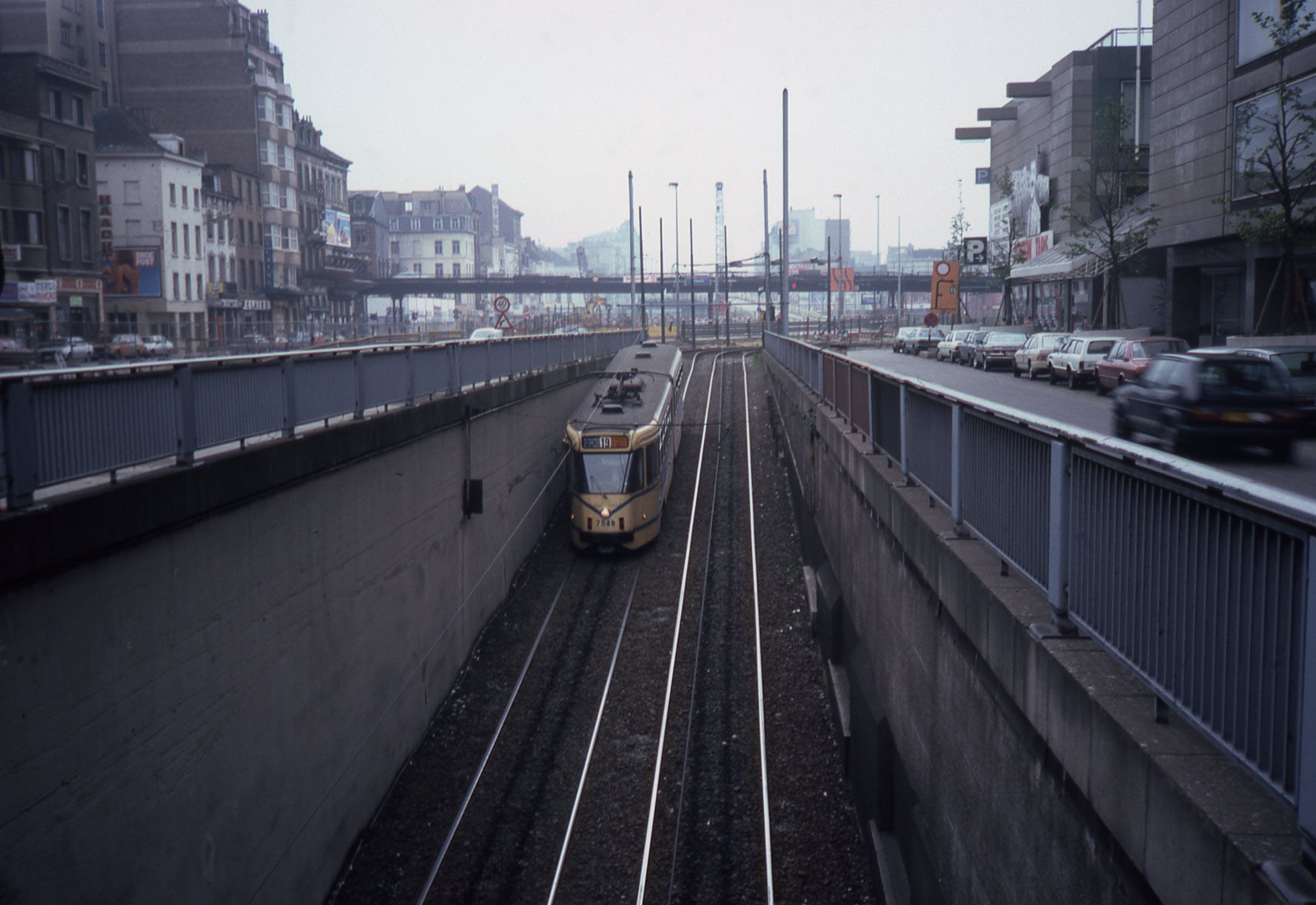
プレメトロ区間へ進入する路面電車（1984年撮影）
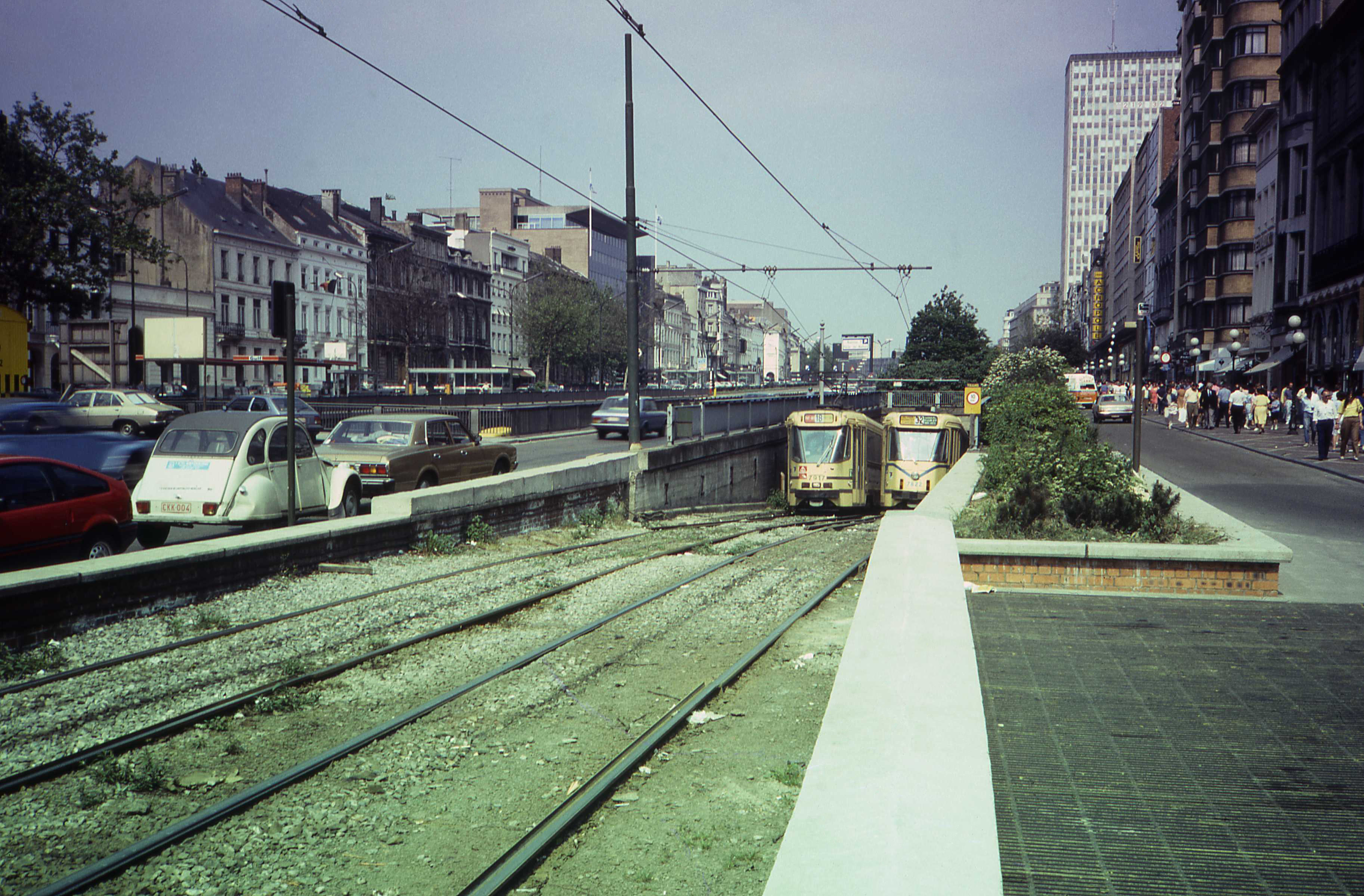
1988年に地下鉄（ブリュッセル地下鉄）へ転換された区間（1985年撮影）
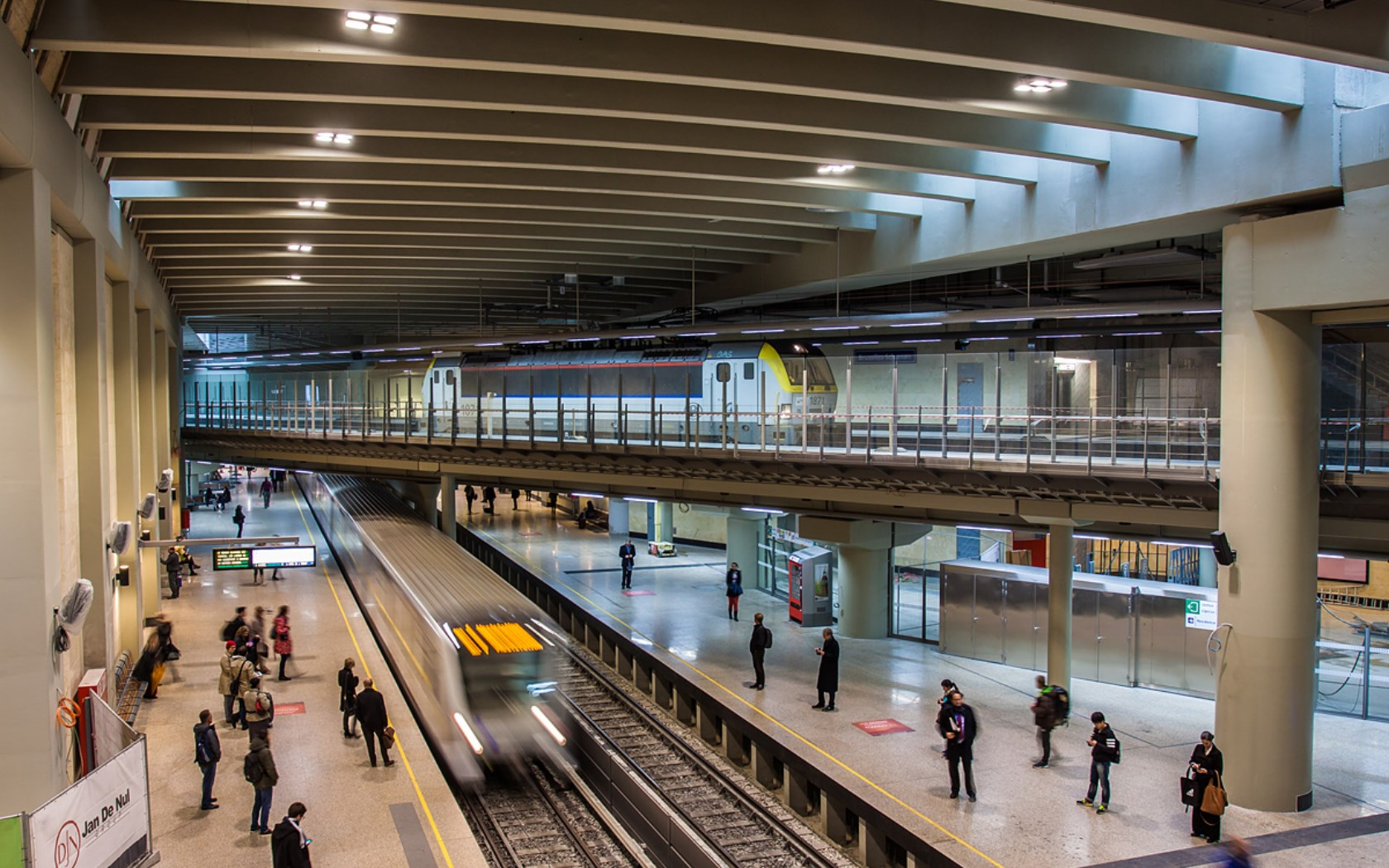
シューマン駅（Schuman）を含む区間は1976年に地下鉄へ転換された（2015年撮影）

## 運用
2020年現在、ブリュッセル市電の系統と一体化して運用されているプレメトロ路線は以下の2区間である。2020年時点でプレメトロ区間のみ走行する系統は存在せず、全系統ともブリュッセル市電の地上区間が含まれている。そのうち25号線は双方のプレメトロ区間を経由する系統である。

### 南北線（Nord-Sud）
ブリュッセル市内中心部を南北に結ぶ区間。1976年10月4日に最初の区間となるブリュッセル北駅（Gare du Nord） - ブリュッセル南駅（Gare du Midi）間の路線が開通した後、1993年12月4日にアルベール駅（Albert）への延伸が行われた。2020年現在の区間および南北線を経由する系統は以下の通りで、「○」印はその系統が停車する駅を示す。
| 駅名                                          | 系統 | 系統 | 系統 | 系統 | 系統 | 系統 | 系統 | 接続                                            | 備考         |
| 駅名                                          | 3    | 4    | 25   | 32   | 51   | 55   | 82   | 接続                                            | 備考         |
| --------------------------------------------- | ---- | ---- | ---- | ---- | ---- | ---- | ---- | ----------------------------------------------- | ------------ |
| Gare du Nord / Noordstation                   | ○    | ○    | ○    | ○    | －   | ○    | －   | 路線バス ベルギー国鉄                           | 4号線始発駅  |
| Rogier                                        | ○    | ○    | ○    | ○    | ○    | ○    | －   | 地下鉄2・6号線 路線バス                         | 25号線始発駅 |
| De Brouckère                                  | ○    | ○    | －   | ○    | －   | －   | －   | 地下鉄1・5号線 路線バス                         |              |
| Beurs / Bourse                                | ○    | ○    | －   | ○    | －   | －   | －   | 路線バス                                        |              |
| Anneessens                                    | ○    | ○    | －   | ○    | －   | －   | －   | 路線バス                                        |              |
| Lemonnier                                     | ○    | ○    | －   | ○    | ○    | －   | ○    |                                                 |              |
| Gare du Midi / Zuidstation                    | ○    | ○    | －   | ○    | ○    | －   | －   | 市電81号線 地下鉄2・6号線 路線バス ベルギー国鉄 |              |
| Porte de Hal / Hllepoort                      | ○    | ○    | －   | －   | ○    | －   | －   | 地下鉄2・6号線 路線バス                         |              |
| Parvis de Saint-Gilles / Sint-Gillisvoorplein | ○    | ○    | －   | －   | ○    | －   | －   | 路線バス                                        |              |
| Horta                                         | ○    | ○    | －   | －   | ○    | －   | －   |                                                 |              |
| Albert                                        | ○    | ○    | －   | －   | ○    | －   | －   | 路線バス                                        |              |

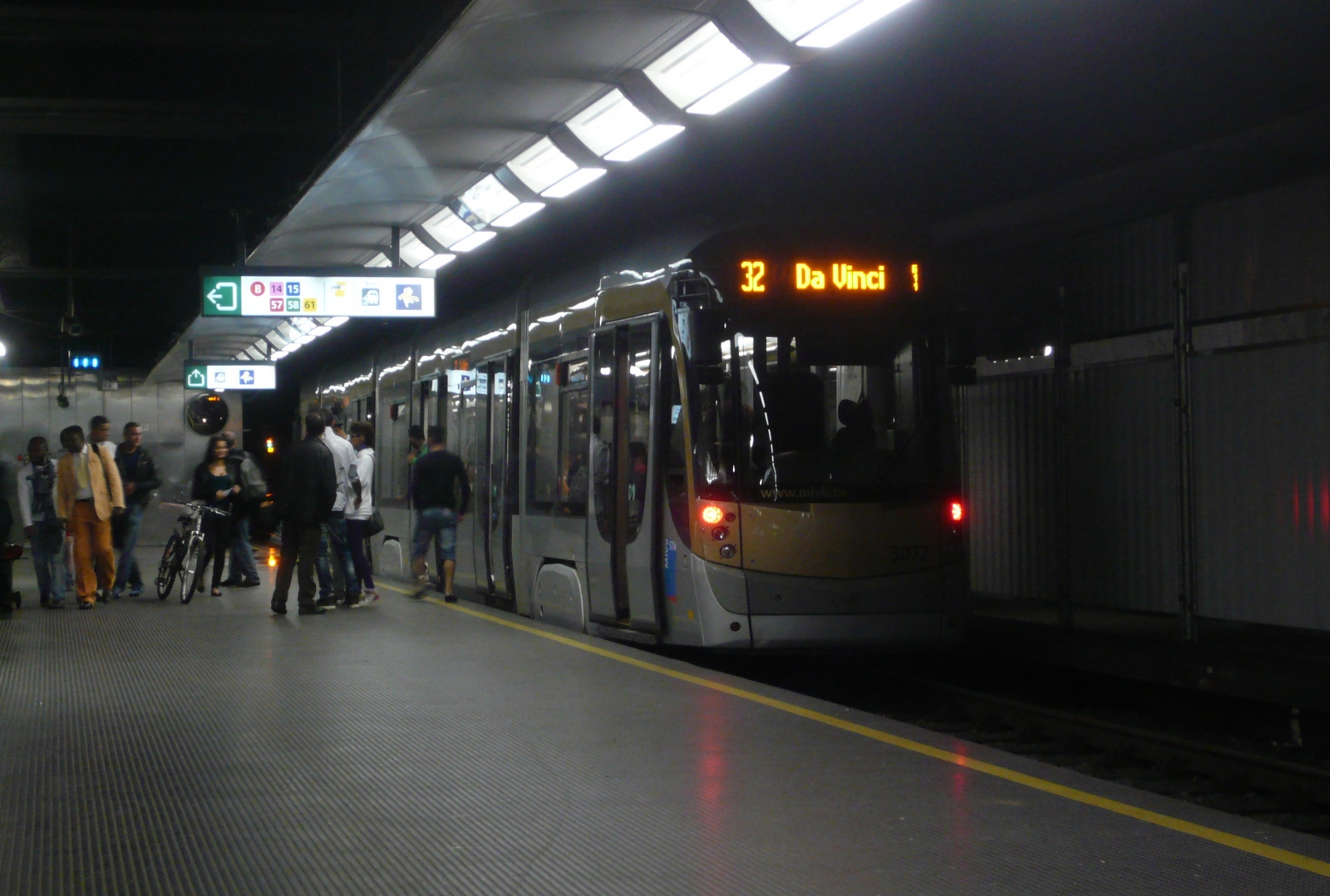
Gare du Nord / Noordstation駅
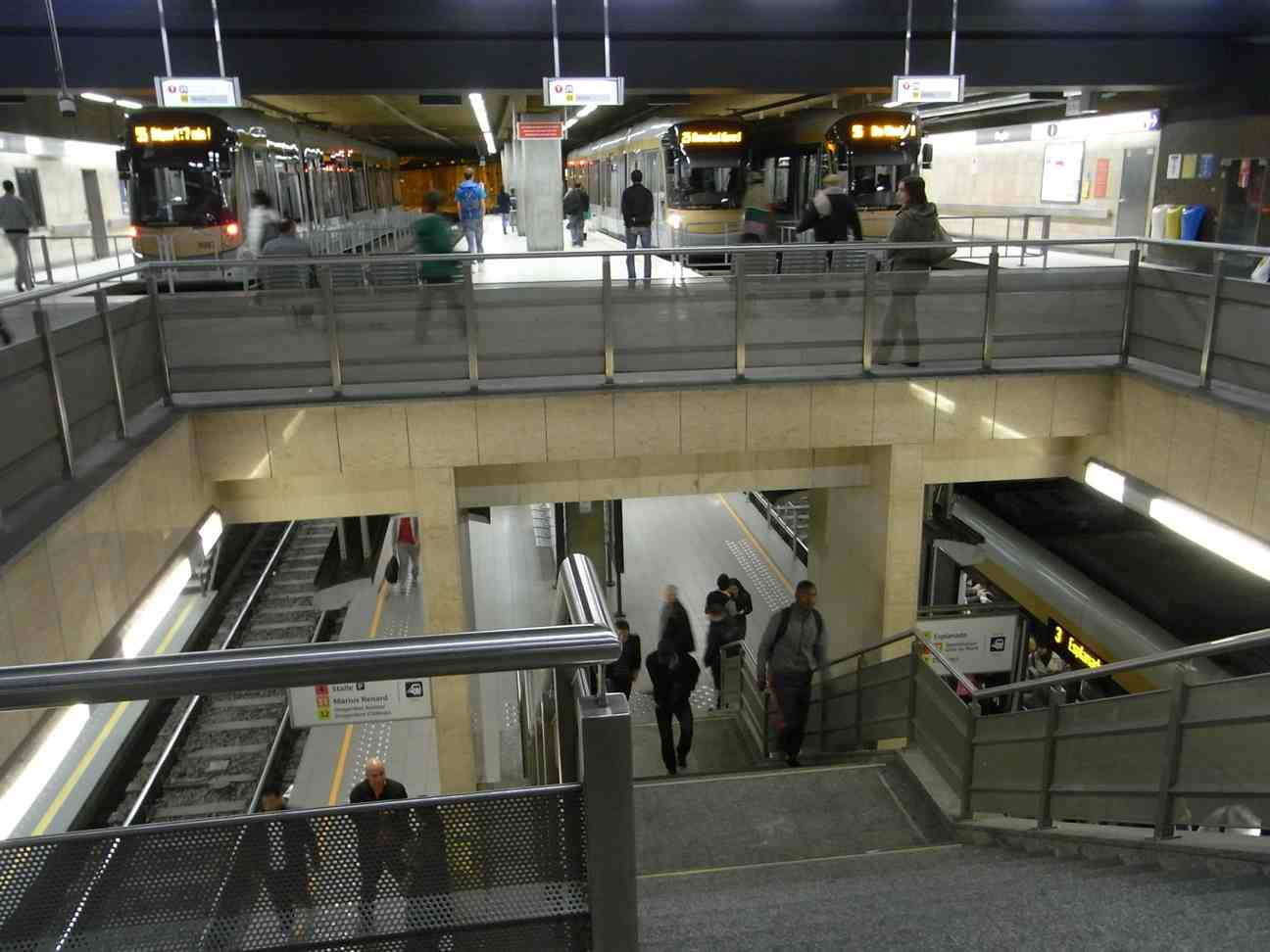
Rogier駅 プレメトロのプラットホームは上下二層構造になっている
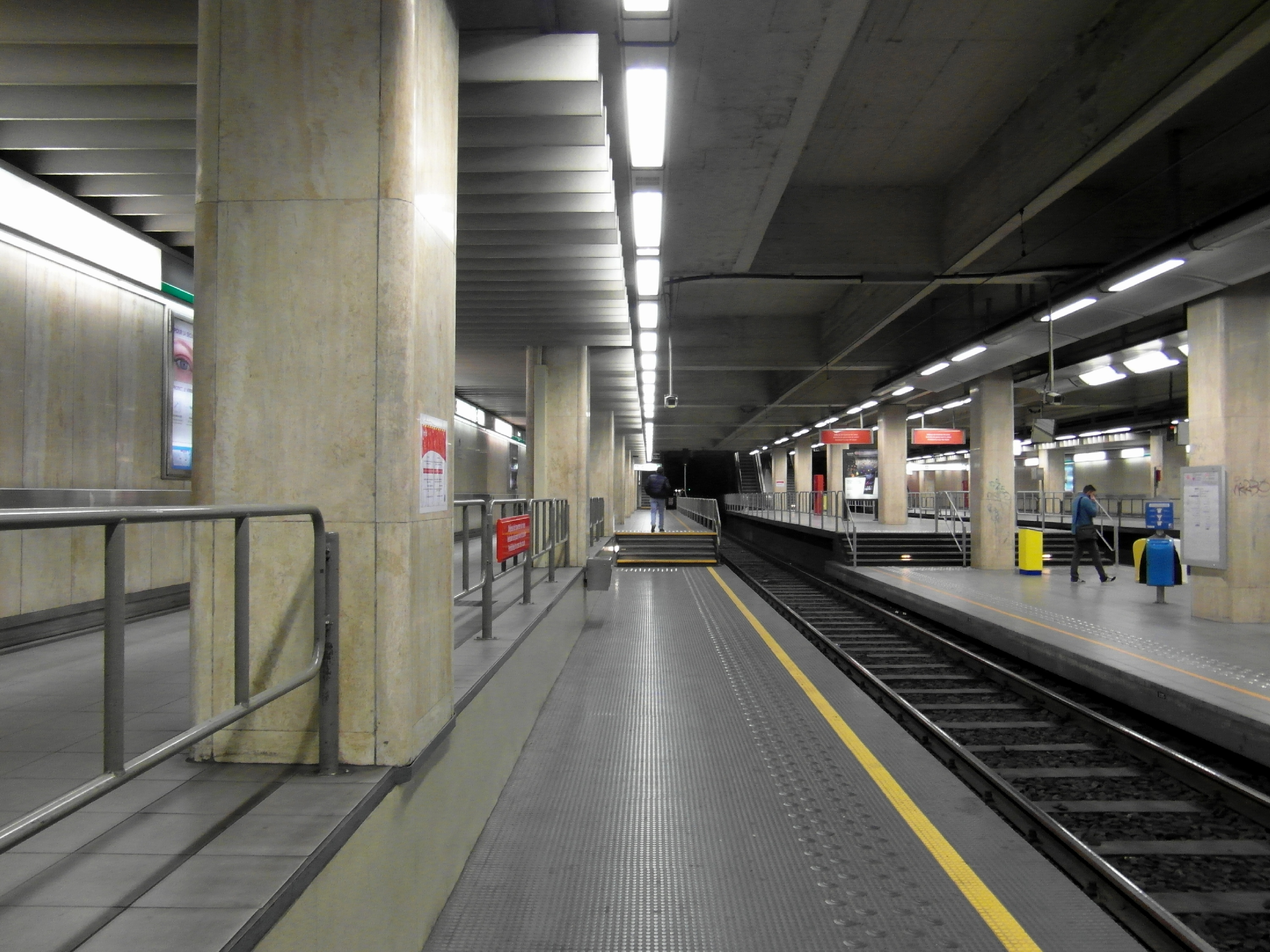
Beurs / Bourse駅
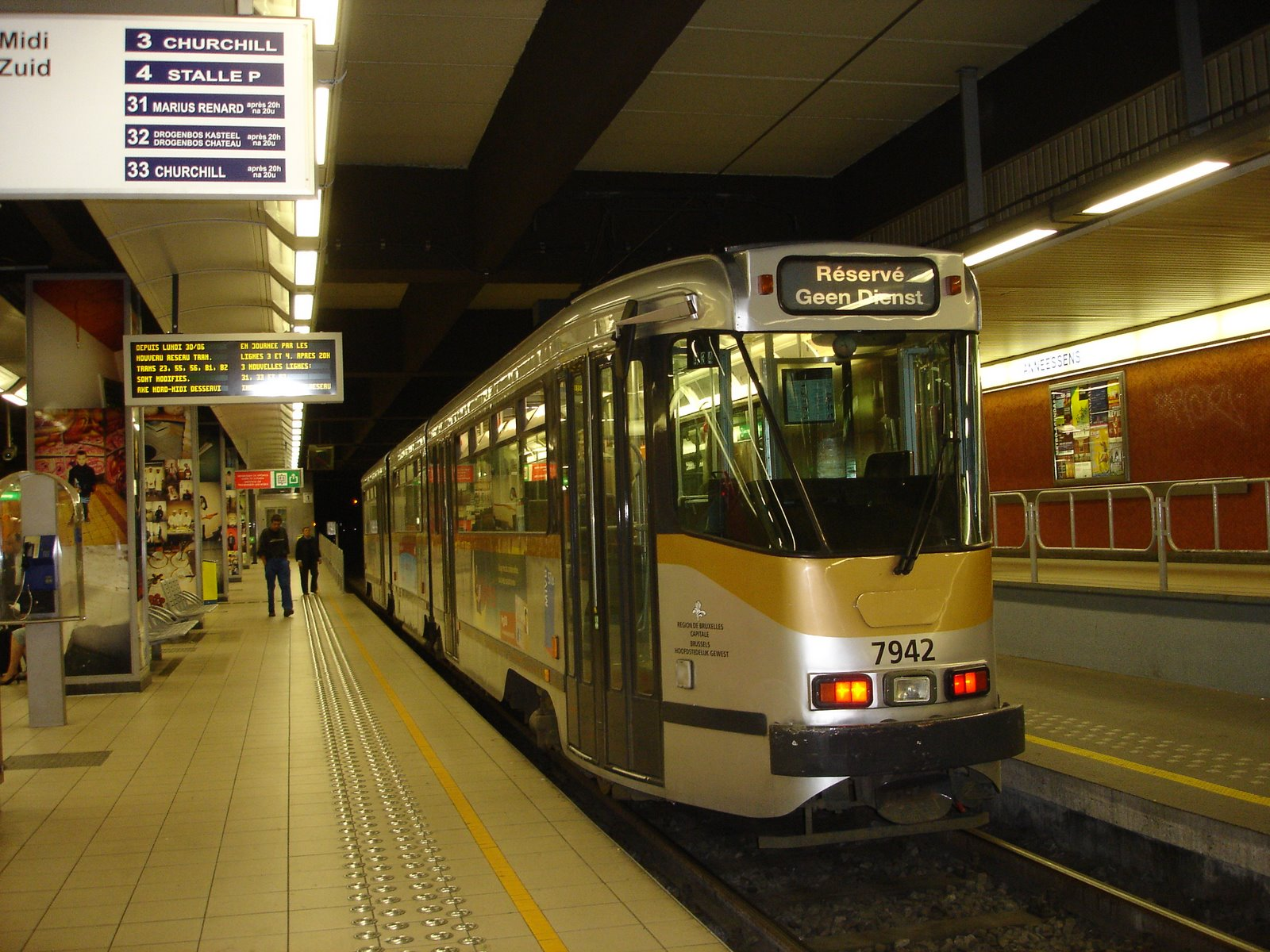
Anneessens駅
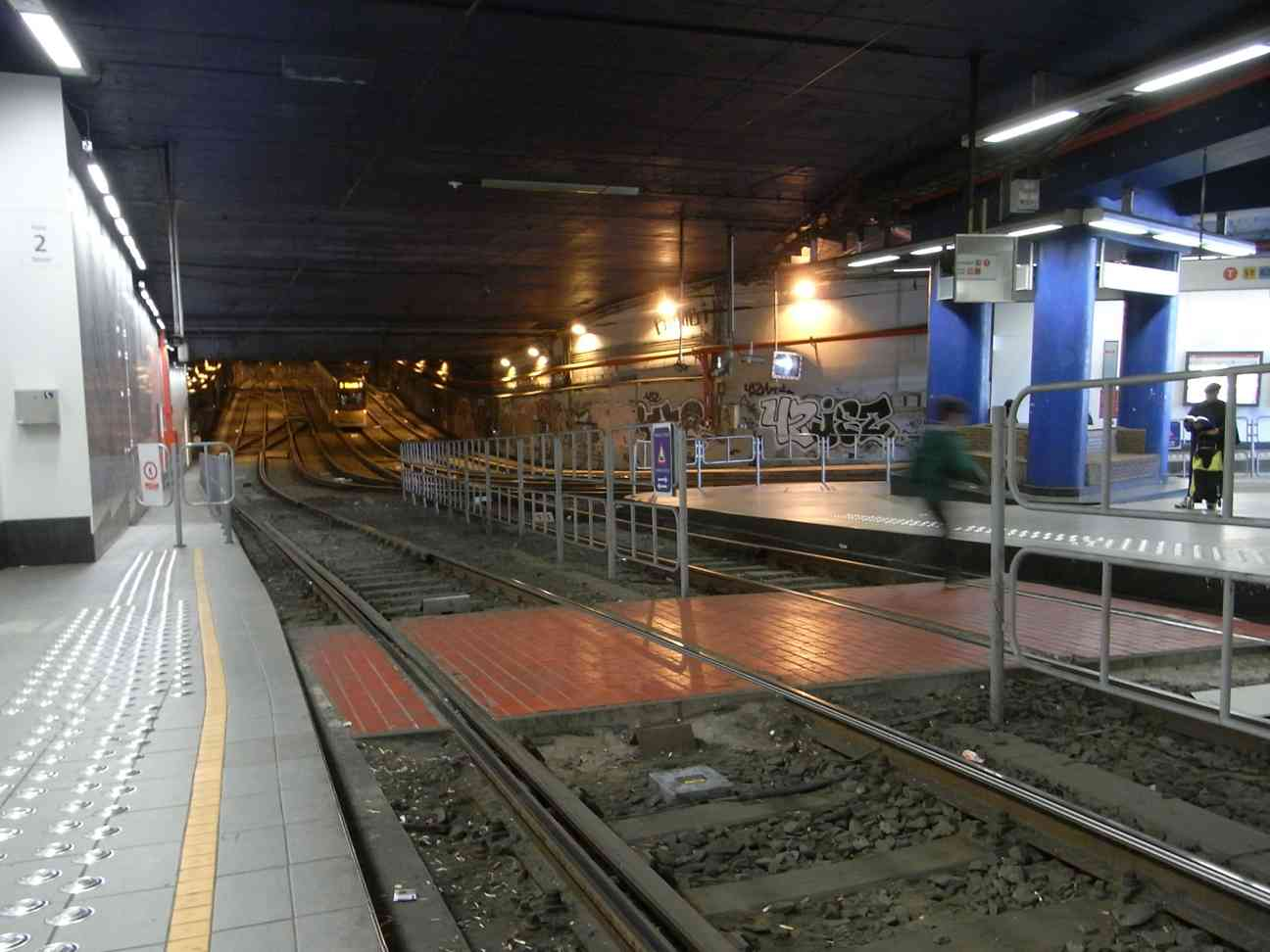
Lemonnier駅 乗客が往来可能な構内踏切が設置されている
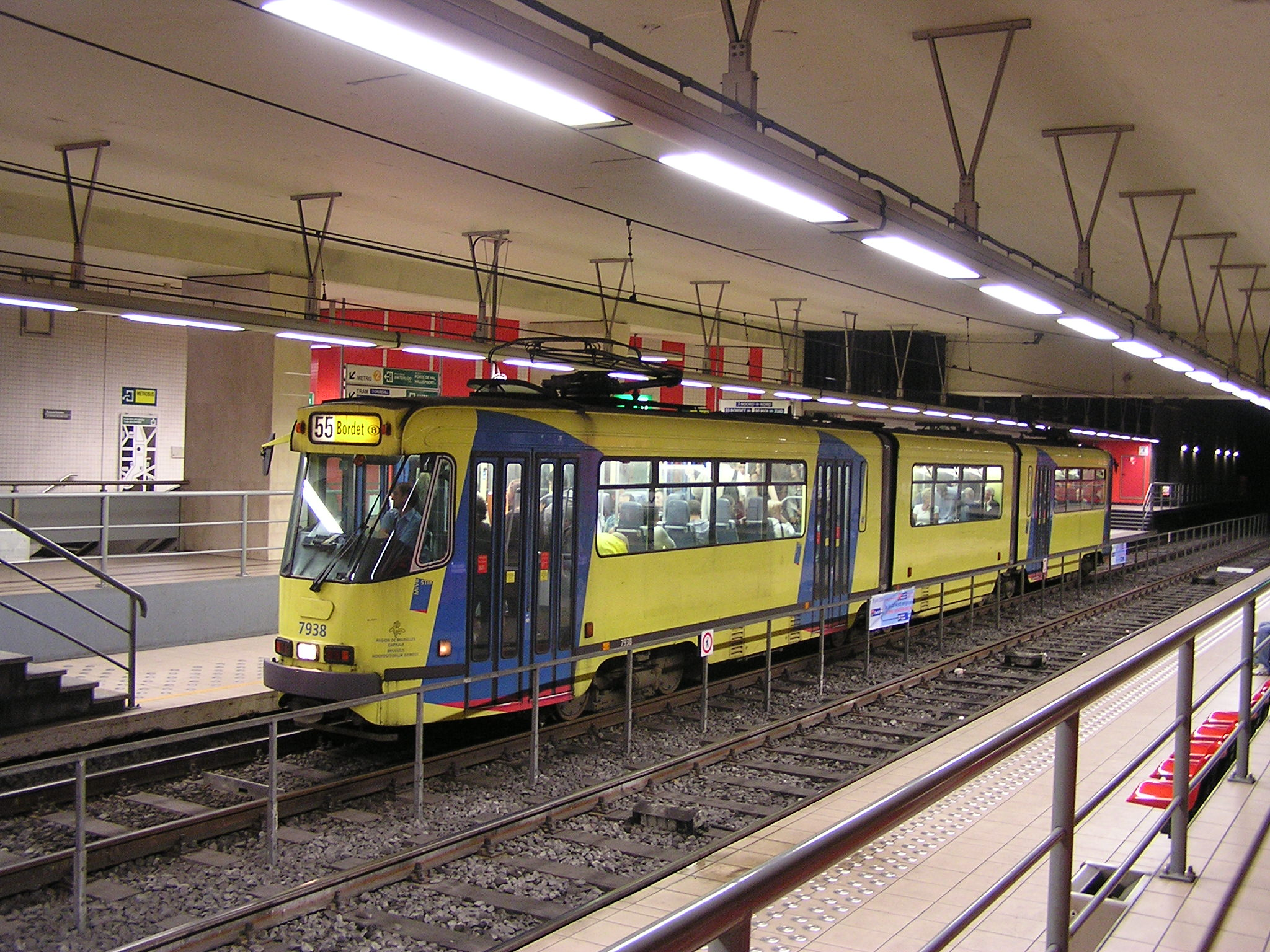
Porte de Hal / Hllepoort駅
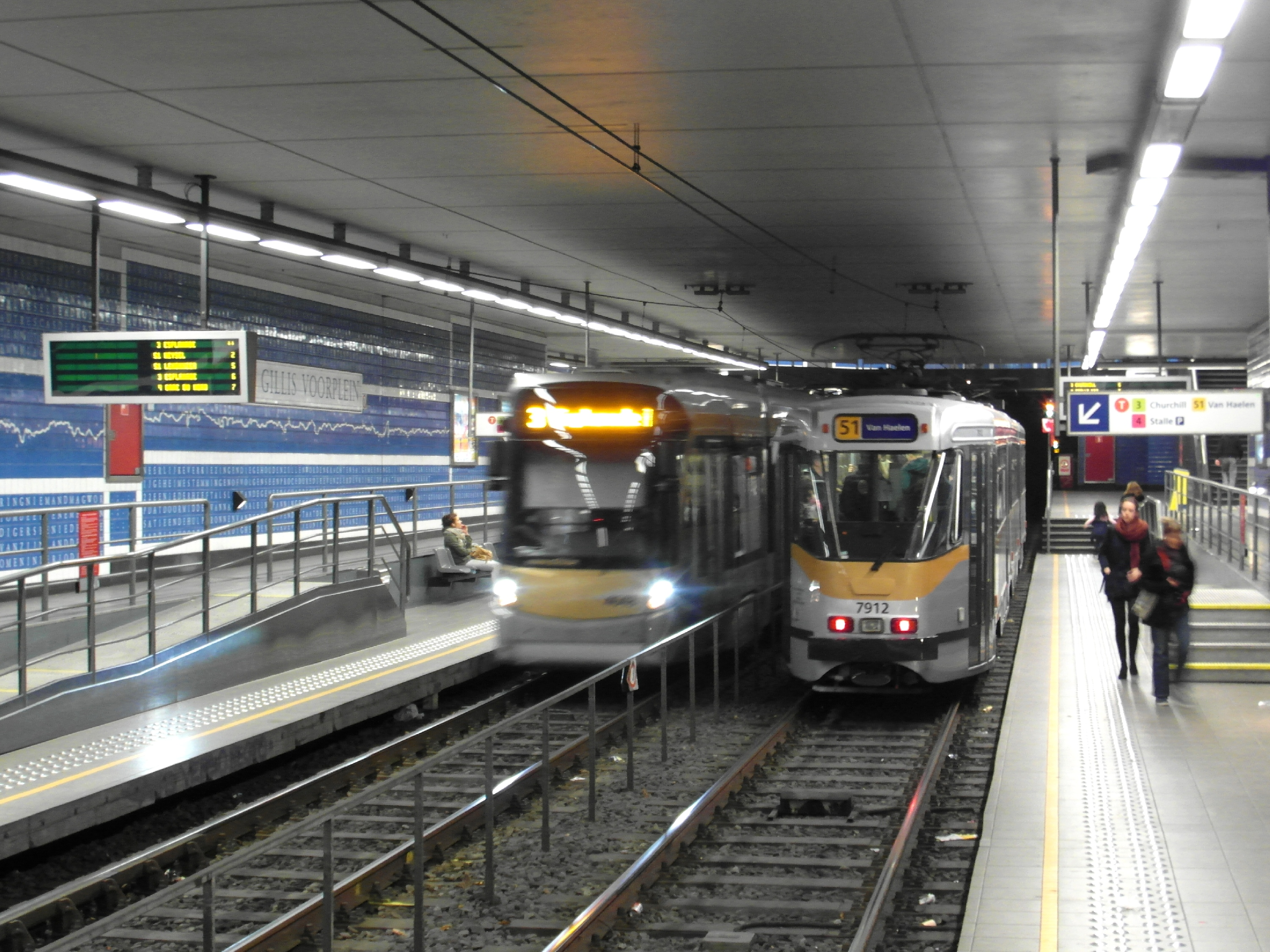
Parvis de Saint-Gilles / Sint-Gillisvoorplein駅
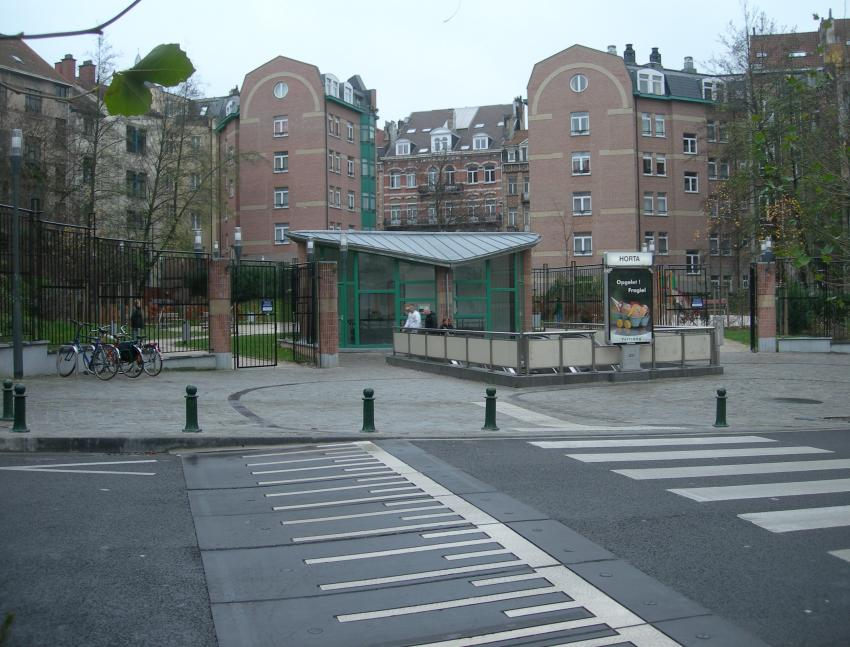
Horta駅 （地上出入口）
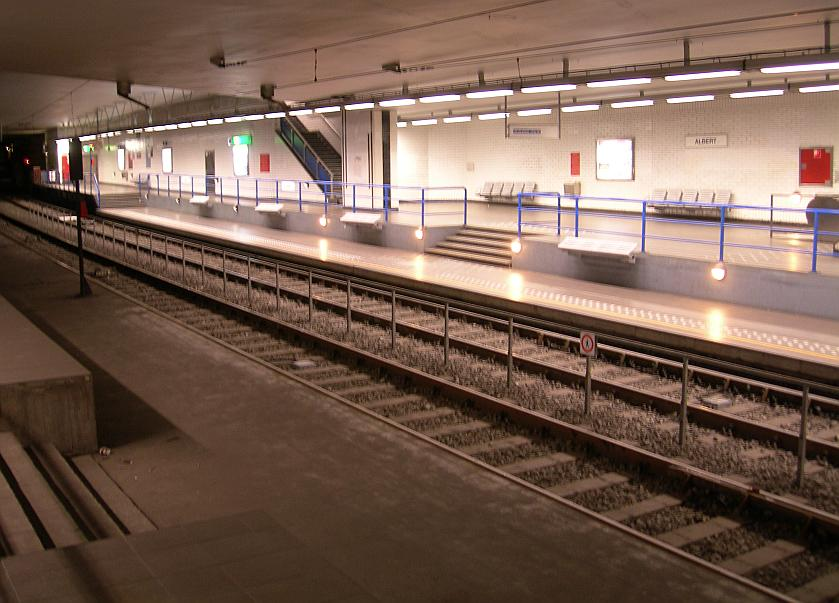
Albert駅

### グランド・サンチュール（Grande Ceinture）
ブリュッセル東部、ディアマント駅（Diamant）とボイロー駅（Boileau）を結ぶ地下区間。1972年にディアマント駅が先行して地下化された後、1975年に現在の路線が開通した。2020年現在の駅および接続交通機関は以下の通りで、7号線と25号線が同区間を経由する。
| 駅名          | 系統 | 系統 | 接続                        | 備考 |
| 駅名          | 7    | 25   | 接続                        | 備考 |
| ------------- | ---- | ---- | --------------------------- | ---- |
| Diamant       | ○    | ○    | 路線バス                    |      |
| Georges Henri | ○    | ○    | 路線バス                    |      |
| Montgomery    | ○    | ○    | 市電39・44・81号線 路線バス |      |
| Boileau       | ○    | ○    | 路線バス                    |      |

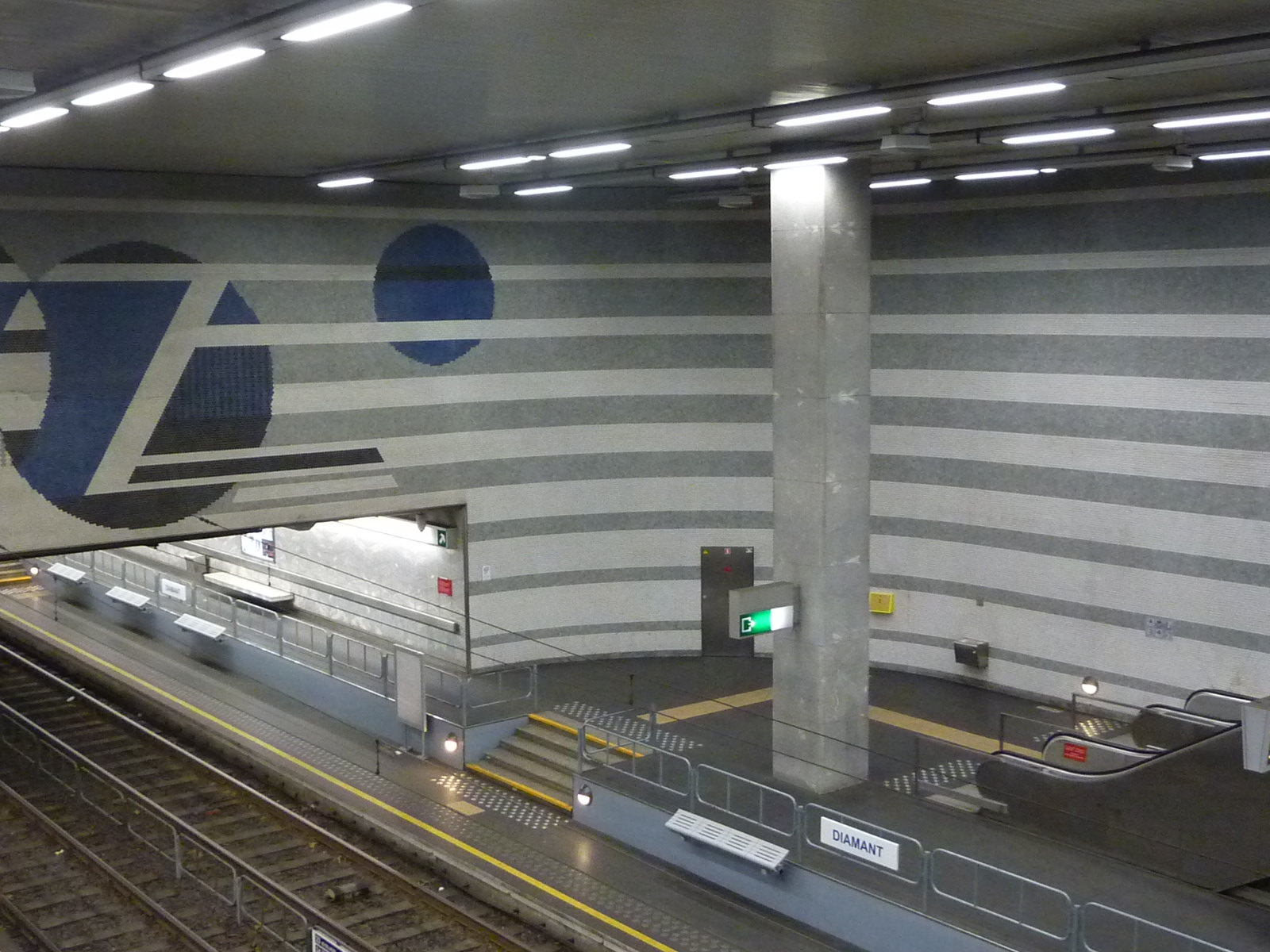
Diamant駅
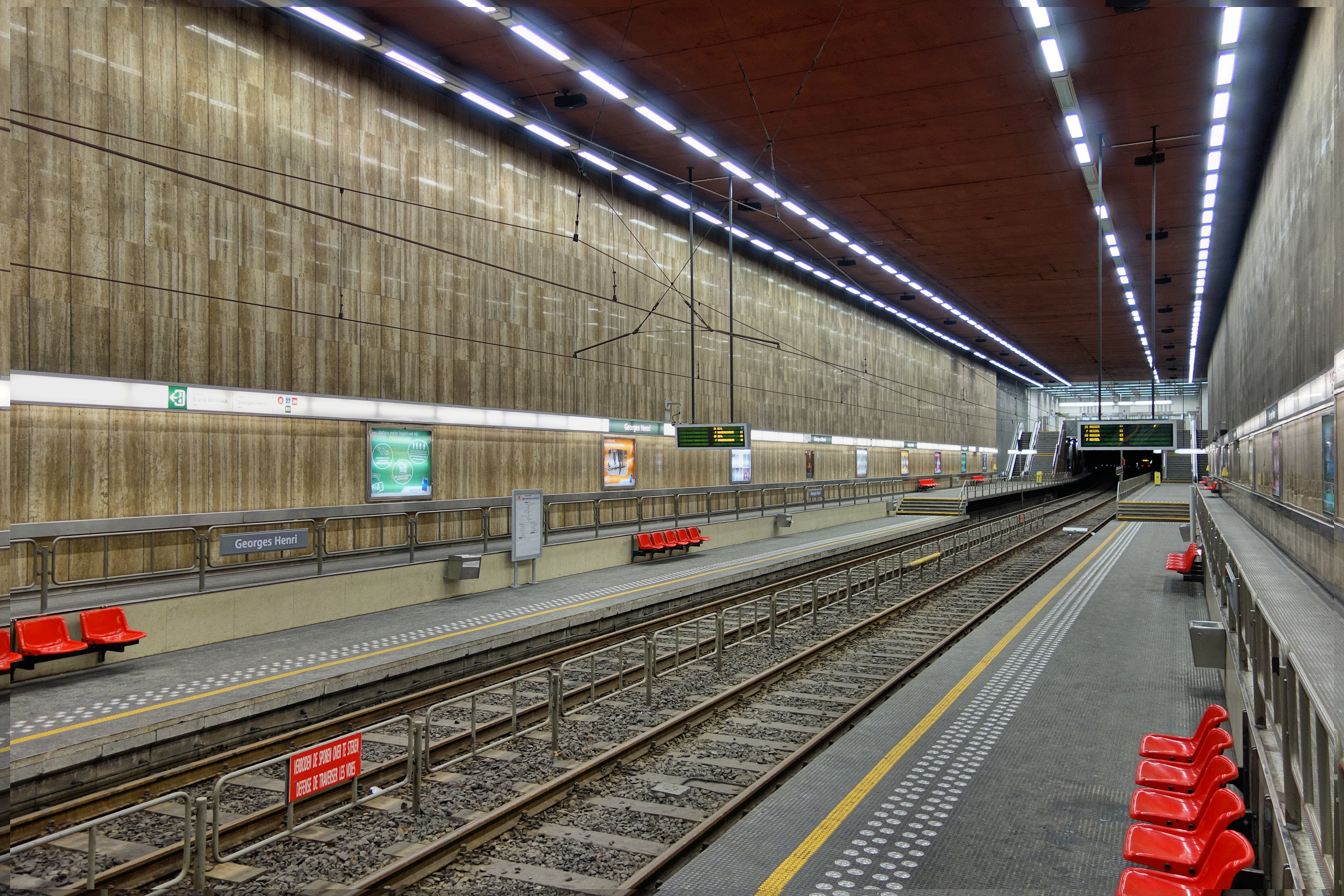
Georges Henri駅
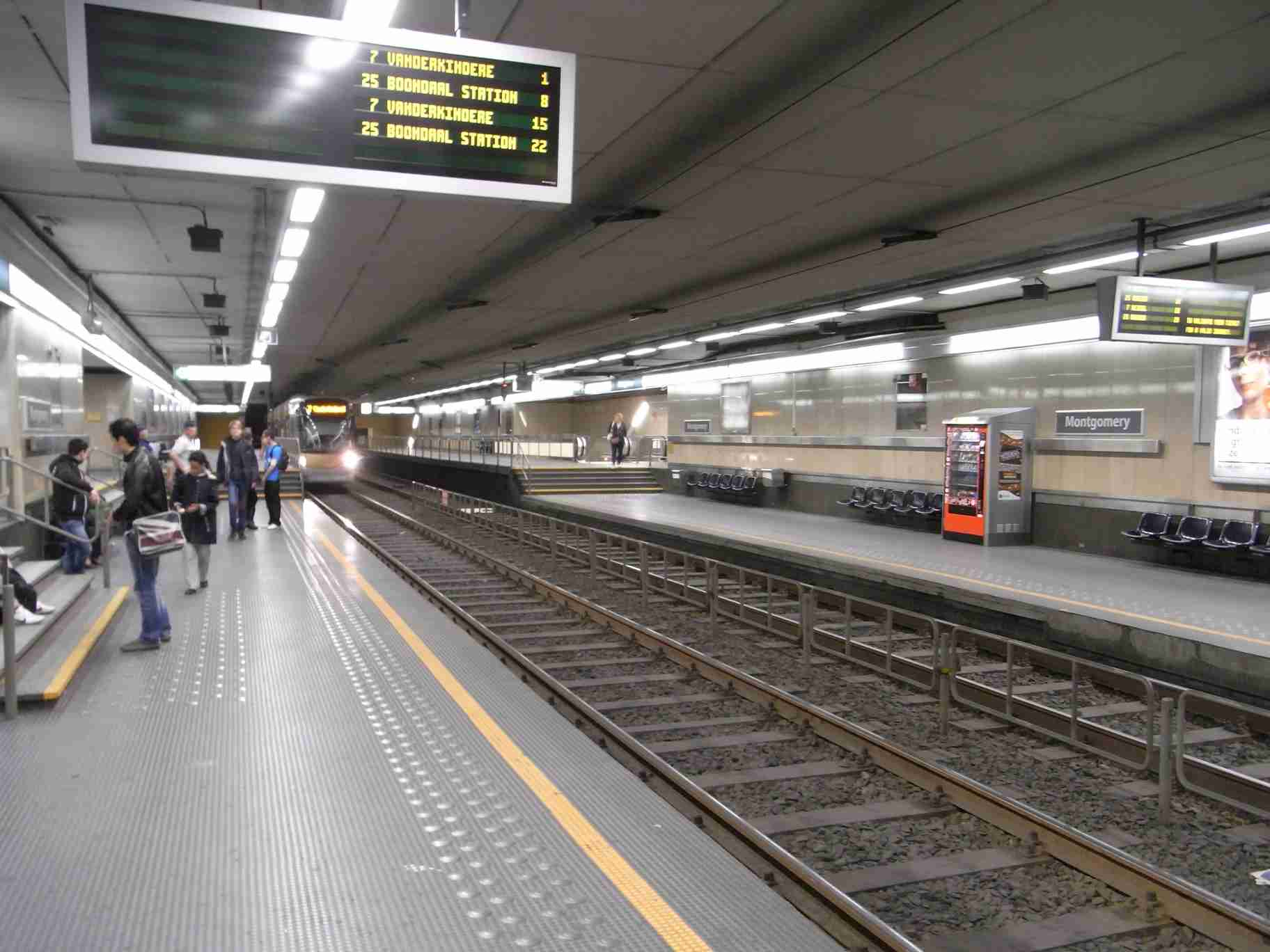
Montgomery駅
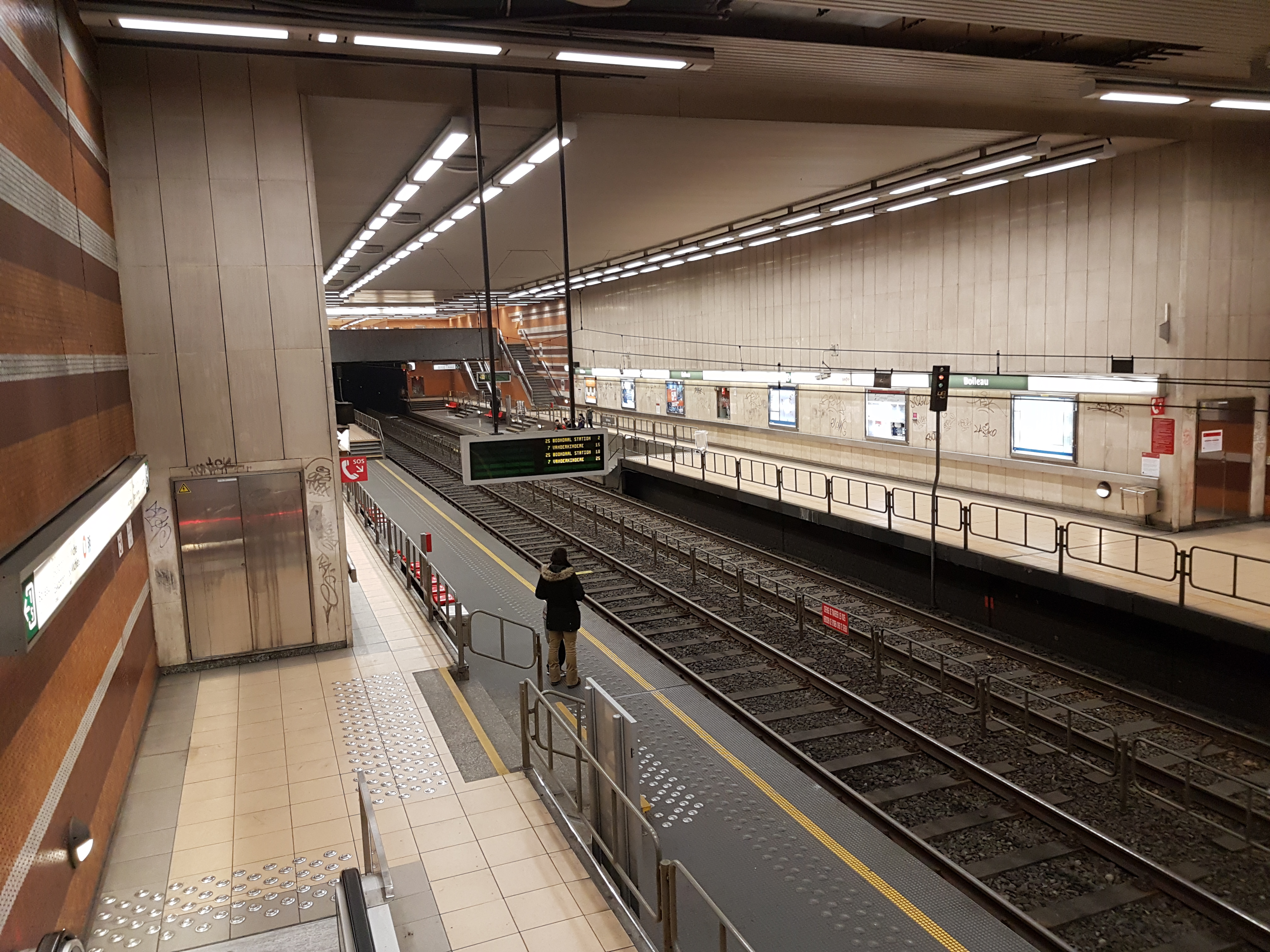
Boileau駅

## 今後の予定
ブリュッセル首都圏交通では市内中心部の輸送力増加を目的にブリュッセル地下鉄3号線の建設計画を進めているが、その第一期路線として、2019年以降プレメトロの南北線の全線を高規格の地下鉄へと転換する工事が実施されている。既存の駅も地下鉄に合わせた改良工事が実施されるが、レモニエ（Lemonnier）駅のみ線形改良に伴い廃止され、その近くに新駅（Toots Thielemans / zie simulatiebeeld）が建設される事になっている。またアルバート駅（Albert）については、転換以降も地下駅に乗り入れる市電との乗り入れが容易なマルチモーダル駅への改装が行われる。この第一期路線の開通は2024年末を予定している。